# Марк Постумий Альбин Региллен
Марк Постумий Альбин Региллен (лат. Marcus Postumius Albinus Regillensis; V век до н. э.) — римский политический деятель из патрицианского рода Постумиев, военный трибун с консульской властью 426 и, возможно, 403 годах до н. э., цензор в 403 году до н. э.
В 426 году коллегами Марка Постумия по трибунату были патриции Тит Квинкций Пен Цинциннат, Гай Фурий Пацил Фуз и Авл Корнелий Косс. Постумий, Квинкций и Фурий предприняли поход на Вейи, закончившийся поражением из-за многоначалия. В результате римлянам пришлось выбирать диктатора, а Марк Постумий был привлечён народными трибунами к суду и оштрафован на десять тысяч тяжёлых ассов.
Тит Ливий называет некоего Марка Постумия Альбина в числе восьми военных трибунов с консульской властью 403 года до н. э. В то же время, согласно консульским фастам, Марк Постумий Альбин Региллен был в 403 году до н. э. цензором. Антиковед Фридрих Мюнцер считает, что цензор и военный трибун — разные люди